# イェスペル・ニホルム
イェスペル・グンナル・フェルナンド・ニホルム（スウェーデン語: Jesper Gunnar Fernando Nyholm、1993年9月10日 - ）は、フィリピンとスウェーデンのサッカー選手。フィリピン代表。ポジションはDF。

## クラブ歴
ウプサラ生まれ。IKシリウス・フォトボルで選手となり、その後国内クラブを渡り歩いた。
2021年12月28日にタイ・リーグ1のムアントン・ユナイテッドFCへの移籍が発表された。

## 代表歴
2017年3月にフィリピンサッカー連盟からフィリピン代表のコンタクトがあったが、AIKソルナの監督のリカルド・ノーリンがポテンシャルは高いのだからスウェーデン代表になれる可能性もまだあると説いたため、断った。
しかし結局スウェーデン代表になる事はなく、2021年5月にフィリピン代表の招集を受けた。同年12月の2020 AFFスズキカップ・東ティモール代表戦で代表初出場初得点を記録した。

## 個人
母親がフィリピン人。